# Racing River
Der Racing River ist ein etwa 95 km langer rechter Nebenfluss des Toad River im Norden der kanadischen Provinz British Columbia.

## Flusslauf
Der Racing River entspringt am Nordhang des 2133 m hohen Ortona Mountain in den Muskwa Ranges, einem Gebirgszug im Norden der Rocky Mountains. Von dort fließt er in nördlicher Richtung durch das Gebirge. Nordöstlich der Ortschaft Toad River (bei Meile 422 des Alaska Highway) mündet der Fluss unterhalb des Toad River Hot Springs Provincial Parks in den Toad River. 12 km vor der Mündung überquert der British Columbia Highway 97 (Alaska Highway) den Racing River und verläuft wenige Kilometer flussabwärts am rechten Ufer, bevor die Fernstraße in das Tal des rechten Nebenflusses McDonald Creek einschwenkt.